# Antonella Forattini
Antonella Forattini (Gonzaga, 13 maggio 1966) è una politica italiana, dal 13 ottobre 2022 deputata alla Camera per il Partito Democratico.

## Biografia
Laureata in scienze biologiche all'Università degli Studi di Modena e Reggio Emilia, dal 2002 ha lavorato per un’azienda privata del settore depurazione acque, come responsabile marketing e assistente alla direzione commerciale.
Nel 1991 si è iscritta al neonato Partito Democratico della Sinistra (PDS), e nel 1998 aderisce alla confluenza del PDS nei Democratici di Sinistra ad opera di Massimo D'Alema.
È stata dal 1995 al 1999 assessore alla Cultura e alla Pubblica Istruzione del comune di Gonzaga, presiedendo il Consorzio Polirone per la gestione delle Biblioteche, venendo eletta poi sindaca di Gonzaga per due mandati nel 1999 e nel 2004. Durante quegli anni, anche quelli universitari, s'impegna nel sociale come volontaria della Croce Rossa e partecipando alla fondazione della delegazione di Gonzaga.
Nel 2007 aderisce al Partito Democratico (PD), con cui alle elezioni regionali in Lombardia del 2013 si candida tra le sue liste, nella mozione dell'avvocato penalista Umberto Ambrosoli, ottenendo oltre 3.000 preferenze ma per una manciata di voti non riesce ad essere eletta consigliera regionale. Nello stesso anno viene eletta segretaria provinciale del PD di Mantova.
Alle regionali lombarde del 2018 si ricandida col PD, a sostegno del sindaco di Bergamo Giorgio Gori, venendo eletta nella circoscrizione di Mantova in consiglio regionale della Lombardia, dov'è stata presidente della Commissione speciale sulla situazione carceraria in Lombardia, segretaria della Commissione Sanità, capogruppo del PD nella Commissione Ambiente e componente della Commissione Agricoltura.
Il 17 dicembre 2018 viene nominata Responsabile tematica Agricoltura nella segreteria regionale del PD Lombardia.
Alle elezioni politiche anticipate del 2022 viene candidata alla Camera dei deputati, tra le liste del Partito Democratico - Italia Democratica e Progressista (PD-IDP) nel collegio plurinominale Lombardia 4 - 01, risultando eletta deputata. Per tale motivo si è dimessa da consigliere regionale in Lombardia il 3 novembre 2022. Nella XIX legislatura è capogruppo del PD-IDP nella Giunta per le autorizzazioni, componente della 13ª Commissione Agricoltura e del Comitato parlamentare per i procedimenti di accusa.